# Symphonie gaélique
La Symphonie gaélique, op. 32, est une symphonie orchestrale écrite par la compositrice Amy Beach en 1896.

## Contexte et création
Amy Beach compose sa symphonie entre 1894 et 1896. Il s'agit de la première symphonie publiée par une compositrice aux États-Unis. Amy Beach compose sa symphonie en réponse à la demande d'Antonín Dvořák que les compositeurs et compositrices américaines puisent dans leurs propres racines, incluant la musique des Autochtones d'Amérique ainsi que des populations afro-américaines.
L'œuvre est créée le 30 octobre 1896, par l'Orchestre symphonique de Boston sous la direction d'Emil Paur. Pendant les vingt années qui suivirent, l'œuvre a été jouée à New York, Philadelphie, Pittsburgh, Chicago, Kansas City, Détroit, Buffalo, Minneapolis, San Francisco, Leipzig et Hambourg.

## Structure
L'œuvre comprend quatre mouvements :
1. Allegro con fuoco
2. Alla siciliana – Allegro vivace
3. Lento con molto espressione
4. Allegro di molto

La durée d'exécution de l'œuvre est d'environ quarante-quatre minutes.

## Réception
Si la réception de l'œuvre a eu un beau succès, les premières représentations ont été plus mitigées.